# 매듭군
수학에서 매듭은 3차원 유클리드 공간에 원을 매장하는 것이다. 매듭 {\displaystyle K}의 매듭군은 {\displaystyle \mathbb {R} ^{3}}에서 {\displaystyle K}의 여공간의 기본군 {\displaystyle \pi _{1}(\mathbb {R} ^{3}\setminus K)}이다.
다른 관례로는 매듭이 3차원 초구에 포함된 것으로 간주하며, 이 경우 매듭군은 {\displaystyle S^{3}}에서 여공간의 기본군이다.

## 성질
두 개의 같은 매듭은 동형 매듭군을 가지므로 매듭군은 매듭 불변량이며 특정 쌍의 같지 않은 매듭을 구별하는 데 사용할 수 있다. 이는 두 매듭 사이의 동형이 항등사상과 동위이고 한 매듭을 다른 매듭으로 사상하는 {\displaystyle \mathbb {R} ^{3}}의 자기 위상동형사상이기 때문이다. 이러한 위상동형은 매듭의 여공간의 동형으로 제한되며, 이러한 제한된 동형은 기본군의 동형을 유도한다. 그러나 두 개의 같지 않은 매듭이 동형 매듭군을 가질 수 있다(아래 예 참조).
매듭군의 아벨화는 항상 무한 순환군 {\displaystyle \mathbb {Z} }와 동형이다. 이는 매듭군의 아벨화가 쉽게 계산될 수 있는 첫 번째 호몰로지 군과 일치하기 때문이다.
매듭군(또는 일반적으로 유향 연환의 기본군)은 Wirtinger 표현에서 비교적 간단한 알고리즘으로 계산할 수 있다.

## 예
- 풀린매듭은 {\displaystyle \mathbb {Z} }와 동형인 매듭군을 가진다.
- 세잎매듭은 꼬임군 {\displaystyle B_{3}}와 동형인 매듭군을 가진다. 이 군은 다음 표시를 갖는다.

{\displaystyle \langle x,y\mid x^{2}=y^{3}\rangle } 또는 {\displaystyle \langle a,b\mid aba=bab\rangle }
- {\displaystyle (p,q)}-원환면 매듭의 매듭군은 다음 표시를 갖는다.

{\displaystyle \langle x,y\mid x^{p}=y^{q}\rangle }
- 8자매듭의 매듭군은 다음 표시를 갖는다.

{\displaystyle \langle x,y\mid yxy^{-1}xy=xyx^{-1}yx\rangle }
- 사각매듭과 할머니 매듭은 동형인 매듭군을 갖지만 두 매듭은 동일하지 않다.

## 같이 보기
- 연환군

## 추가 자료
- Hazewinkel, Michiel, ed. (2001), " 매듭과 연환 군 ", 수학 백과사전, Springer, ISBN 978-1556080104